# Slapdash
Slapdash war eine schwedische Groove- und Thrash-Metal-Band aus Västerås, die 1995 gegründet wurde und sich 1998 auflöste.

## Geschichte
Die Band wurde Anfang 1995 von den ehemaligen Rosicrucian-Mitgliedern Lars Lindén (E-Gitarre, Gesang), Magnus Söderman (E-Gitarre) und dem Bassisten Fredrik Jacobsen sowie dem Schlagzeuger Jhonny „Berget“ Bergman gegründet. 1996 unterzeichnete die Band einen Plattenvertrag bei MNW Zone. Im selben Jahr erschien die EP Bound, worauf die Gruppe unter anderem den Stormtroopers-of-Death-Song Kill Yourself coverte. Im Oktober 1996 schloss sich das Debütalbum 240.25 Actual Reality an, das im Studio Underground in Västerås aufgenommen und im Quest Studio in Uppsala abgemischt worden war. Das Album enthält wieder eine Coverversion: Free Your Mind, im Original von En Vogue. In dem Song sind Patrik Wirén von Misery Loves Co. und Tobias Danielsson von Mindjive als Gastsänger zu hören. Später kam Lasse Lindh als neuer Bassist dazu. 1996 steuerte die Gruppe auch eine Coverversion des Sator-Songs Heyday für einen Sampler des Backstage Magazines bei. 1998 kam es zur Auflösung der Band. Bereits ein Jahr zuvor hatten Söderman und Lindh mit dem Sänger Pelle Saether die Band Zeelion gegründet. In den folgenden Jahren widmeten sich beide sowie die anderen Mitglieder auch noch anderen Projekten.

## Stil
Adrian Bromley von chroniclesofchaos.com stellte in seiner Rezension fest, dass die Band auf Bound stark an Pantera, gelegentlich an Machine Head und gesangstechnisch an Korn erinnert. Die Musik klinge repetitiv und höre sich eher so an, als habe die Gruppe Far Beyond Driven oder Burn My Eyes in Dauerschleife gehört, sodass es der Musik an Identität und Personalität fehle. Uwe „Buffo“ Schnädelbach vom Rock Hard schrieb in seiner Rezension zu 240.25 Actual Reality, darauf befinde sich eine Mischung „aus knallharten Grooves, aggressiven Rhythmen und brutalem Gesang“, die an Machine Head und Pantera erinnere. Diese Genreverwandten würden schon seit Jahren die „Präzision und Geschwindigkeit des Thrash Metal mit der Wut und Energie des Hardcore“ kombinieren. In einem späteren Rock-Hard-Interview mit Wolf-Rüdiger Mühlmann gab Lars Lindén an, dass die Band bereits mit Rosicrucian seit 1986 Thrash Metal gespielt hat, was vor der Veröffentlichung von Machine Heads Burn My Eyes gewesen sei, wodurch er sich freisprach, dass Slapdash diese Gruppe imitiert. Zudem sei er eher Fan von Gruppen wie S.O.D.

## Diskografie
- 1996: Bound (EP, MNW Zone)
- 1996: 240.25 Actual Reality (Album, MNW Zone)